# Abbazia di Montmajour
L'abbazia di Montmajour è un complesso monastico situato circa a quattro chilometri a nord-est di Arles, nel dipartimento di Bocche del Rodano in Francia.

## Storia
Nell'ottobre del 949, Teucinde, una donna dell'aristocrazia borgognona che ha seguito Ugo d'Arles (882-948) in Provenza, e sorella del prevosto Gontard, acquista l'isola di Montmajour, che appartiene all'arcivescovo Manassès d'Arles, e ne fa donazione ai religiosi che vanno a viverci e vi fondano l'abbazia. Teucinde conferma la sua donazione nel 977. Fin dal 960, numerose donazioni vengono effettuate a favore dell'abbazia, anche all'epoca del suo primo abate Mauring e del suo primo priore Pons. Nel 943 il papa Leone III pone il monastero sotto la sua autorità diretta. Nel 963 re Corrado delle due Borgogne concede il territorio di Hyères con le saline e le peschiere al monastero.
Costruita su una roccia circondata da una palude da monaci benedettini, la piccola abbazia Saint-Pierre estende rapidamente la sua influenza ad Arles e in Provenza, grazie a una vasta rete di priori (fino a cinquantasei nel XIII secolo) e al pellegrinaggio alla Vera Croce fondata nel 1019. Il 3 maggio 1019 viene istituito il pellegrinaggio di Montmajour, chiamato Pardon de Montmajour (Perdono di Montmajour, durante la reggenza dell'abate Lambert, in occasione della consacrazione della prima chiesa Notre-Dame, in costruzione, dall'arcivescovo d'Arles, Pons de Marignane, che accorda in questa occasione la prima indulgenza storicamente attestata). Durante tutto il Medioevo, l'abbazia ogni 3 maggio vede l'affluenza di numerosi fedeli della regione, fino a 150 000 pellegrini secondo Bertrand Boysset, un cronista abitante di Arles, verso la fine del XIV secolo. Nel 1426 si contano da 12 000 a 15 000 pellegrini provenienti dalla zona del Rodano fino ad Arles per il pellegrinaggio di Montmajour.
L'abbazia diventa nell'XI secolo una necropoli dei Conti della Provenza. Infatti, nel 1018, vi viene sepolto il conte Guglielmo II di Provenza, mentre nel 1026, la contessa Adélaïde d'Anjou e nel 1063, il conte Goffredo I di Provenza. Tutti e tre furono sepolti inizialmente nella cripta dell'XI secolo, per poi essere trasferiti nel XII secolo nel chiostro.
Nel 1405 l'abbazia perde l'indipendenza del suo abbaziato e si trova annessa all'arcidiocesi di Arles. Incomincia allora un lungo conflitto con l'abbazia di Saint-Antoine-l'Abbaye, che riesce nel 1490 ad accaparrarsi temporaneamente Montmajour. La controversia riguarda in particolare le reliquie di sant'Antonio abate, disputate dai due monasteri. Nel 1517, il cardinale Luigi d'Aragona, nel corso del suo viaggio per l'Europa, si reca presso le due abbazie per effettuare una conta "osso per osso" delle reliquie, dimostrando la duplicazione di esse e riportando il tutto al Papa, senza però riuscire a dirimere l'impasse. Le dispute si attenuano, l'abbazia viene posta in commendam e così non cessa di regredire. Passa in mano ad altri o a laici contro un censimento fatto da un esperto all'abbazia-madre.
L'arcivescovo di Arles, Giovanni Jaubert di Barrault (1584-1643), vi introduce la riforma benedettina di Saint-Maur, ma si scontra con una forte opposizione dei monaci. Deve fare appello, nel 1638, a lettere patenti del Re che lo autorizzano, se necessario, a ricorrere all'intendente di Provenza, per imporre il concordato del 1639. La Congregazione di San Mauro prende possesso di questo monastero a San Michele nel 1639.
Nel 1726 un incendio molto vasto richiede lavori di ricostruzione, diretti dall'architetto Jean-Baptiste Franque (1678-1738).
L'abbazia nel 1786 subisce le conseguenze della Rivoluzione francese e viene venduta come bene nazionale. Gli edifici subiscono per la maggior parte forti deterioramenti o vengono parzialmente distrutti, così sono riacquistati dalla città di Arles nel 1838.
 L'abbazia viene classificata "monumento storico di Francia" a partire dal 1845 e gli edifici sono restaurati sotto il Secondo Impero francese e sotto la direzione di Enrico Antonio Révoil (1822-1900). Dal 1945, l'abbazia è proprietà dello Stato.

## Descrizione
Montmajour è composta da un eremo (XI secolo), da un monastero di tipo medioevale (XII secolo), da una torre di vedetta (XIV secolo) e da un monastero classico (inizio XVIII secolo).
- Una prima chiesa Notre-Dame, costruita tra 1016 e il 1069.
- La cappella di Saint-Pierre, verso il 1030.
- La cripta svolge in primo luogo una funzione strutturale: sostiene la chiesa abbaziale superiore compensando la pendenza del terreno. Il lato sud è interamente scavato nella roccia. Svolge anche la funzione di chiesa inferiore. Un piano inclinato, scavato interamente nella roccia, consente di salire alla chiesa.
- La chiesa di Notre-Dame, costruita in due periodi tra il 1130 e il 1150 e tra il 1170 e il 1180.
- Il chiostro, costruito tra il 1140 e il 1290 e praticamente terminato nel 1182.
- La chiesa di Sainte-Croix, costruita tra il 1170 e il 1180, all'epoca della seconda campagna di costruzione della chiesa Notre-Dame.
- La torre e le costruzioni del XIV secolo e XV secolo: queste costruzioni sono erette all'epoca delle Grandi Compagnie che devastano la Provenza.

## Il monastero di San Mauro
Sorge nella parte occidentale del complesso, e ha la forma di un vero e proprio palazzo di stile classico.
Il monastero ospitò i monaci benedettini della Congregazione di San Mauro, un movimento riformatore sorto in Francia nel XVII secolo che propugnava di ripristinare una stretta osservanza della Regola.
I Maurini condussero una campagna sistematica di ricostruzione degli edifici monastici e di rinnovamento della tradizione delle biblioteche benedettine. Il monastero di Montmajour costituiva il punto di riferimento per i religiosi nella parte sud orientale del Regno di Francia.
La costruzione originaria si deve all'architetto avignonese Pierre II Mignard, che ci lavorò dal 1703 al 1719. L'incendio che procurò danni all'intero complesso richiese nuovi lavori che furono affidati al Franque dal 1726 al 1728. Altri interventi condotti nel 1747 e nel 1776 hanno lasciato alla costruzione l'attuale forma.
Fu spogliato del tetto durante la Rivoluzione francese e in seguito venne utilizzato come cava di pietra.
È stato classificato come monumento storico nel 1921.

## Galleria fotografica dell'abbazia

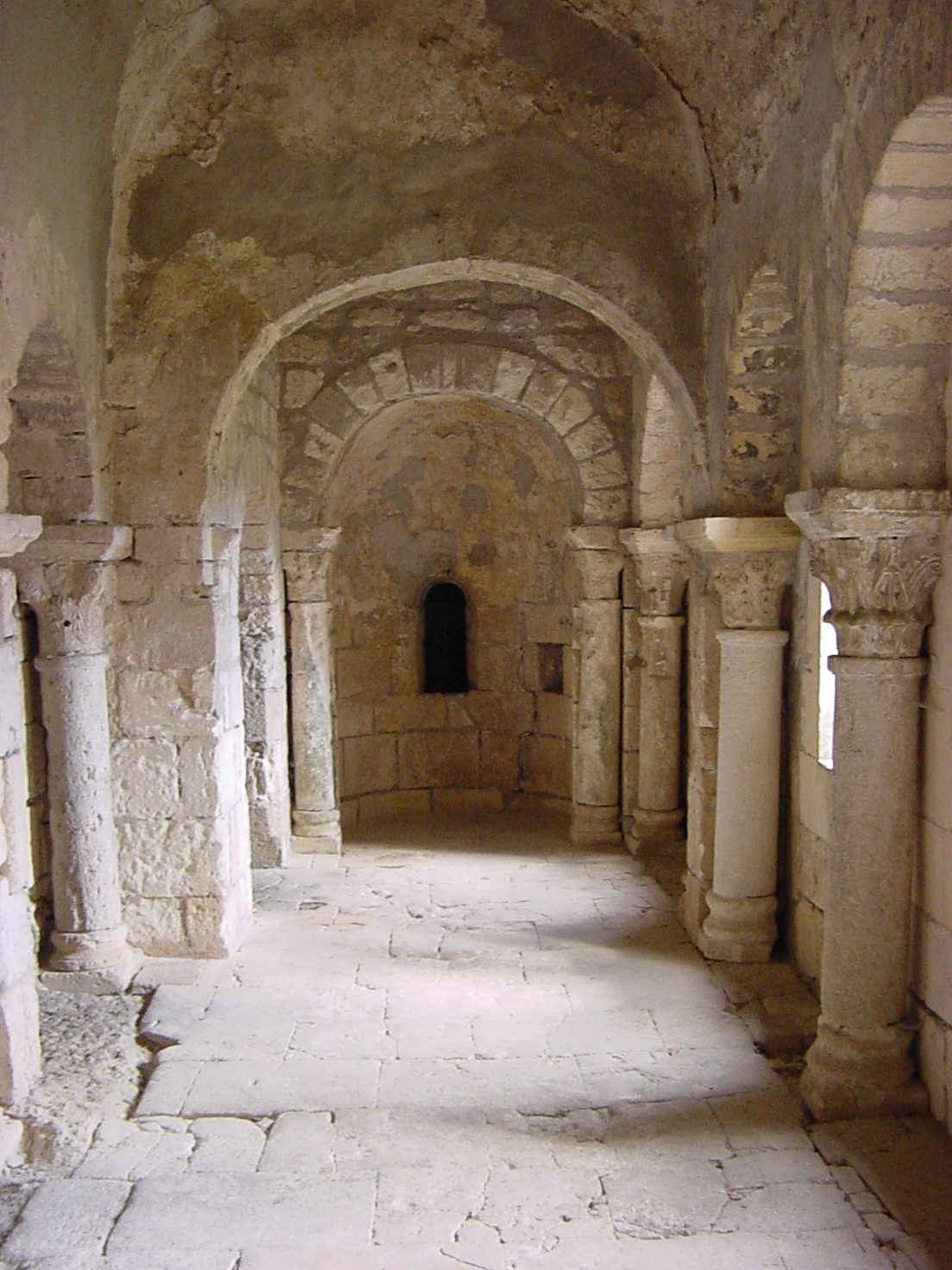
Montmajour, la chiesa Saint-Pierre (XI secolo)
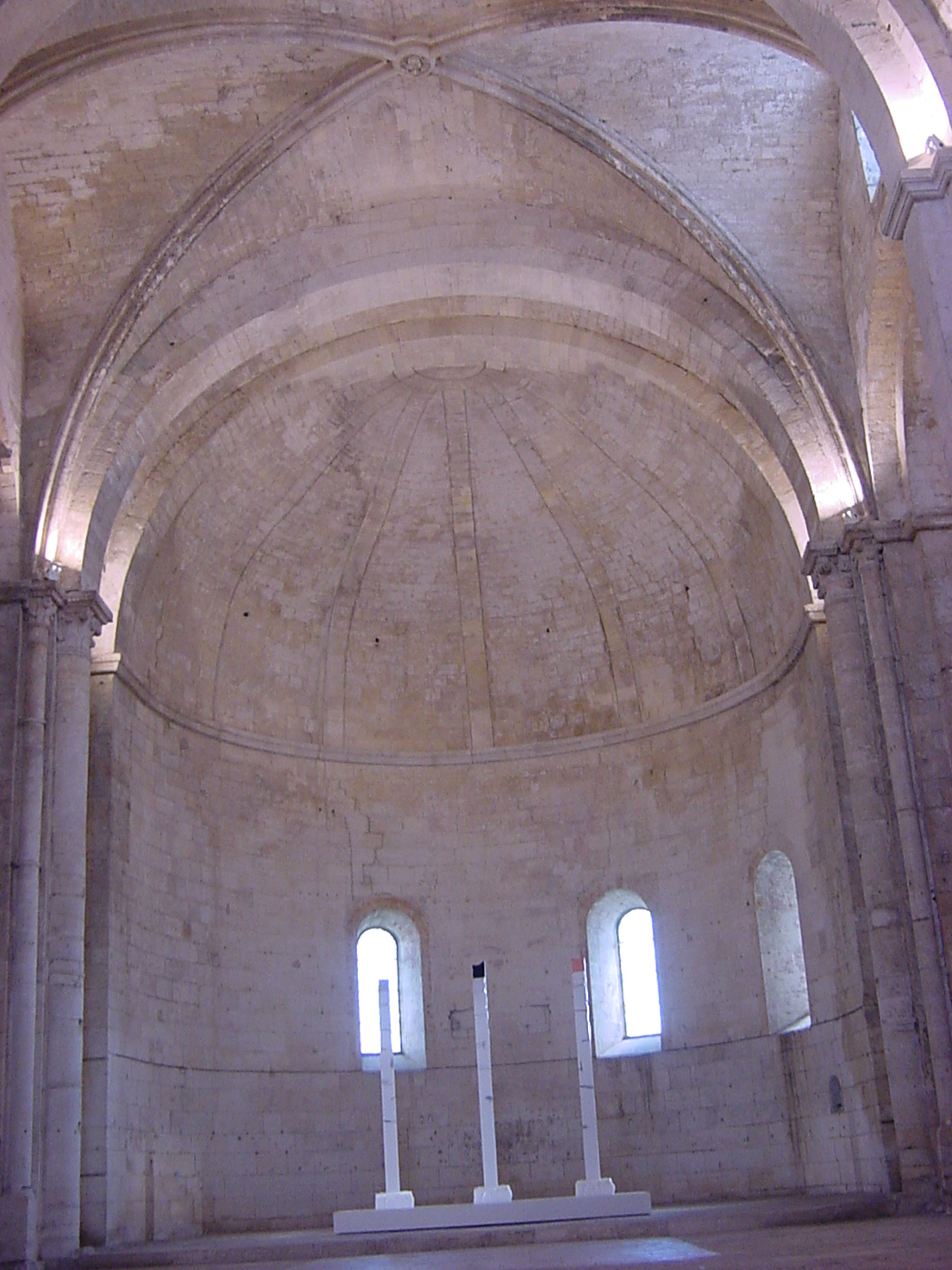
La chiesa Notre-Dame (XII secolo) - vista interna.
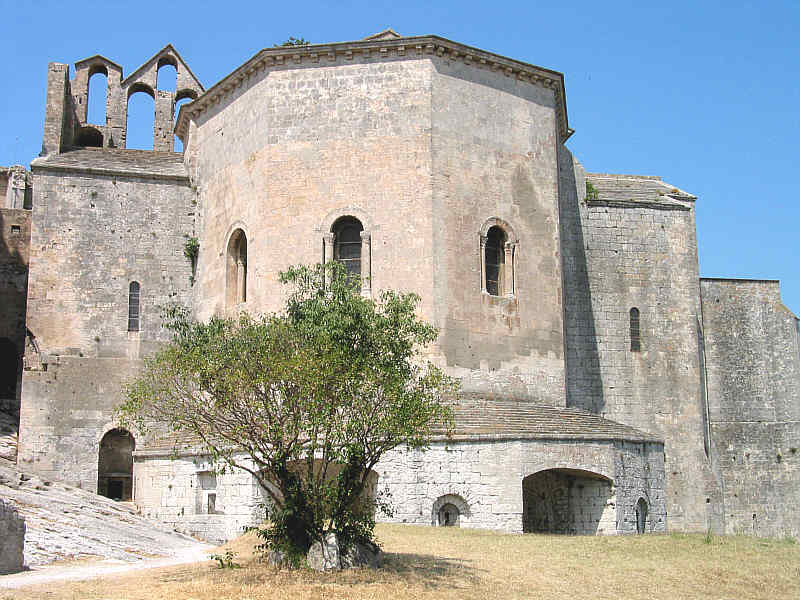
Montmajour, la chiesa Notre-Dame (XII secolo).
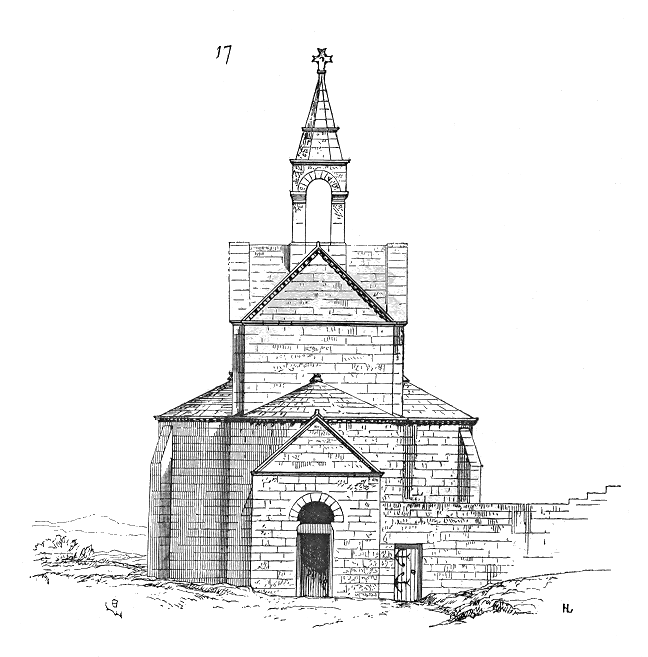
Montmajour, la cappella Sainte-Croix (XII secolo)
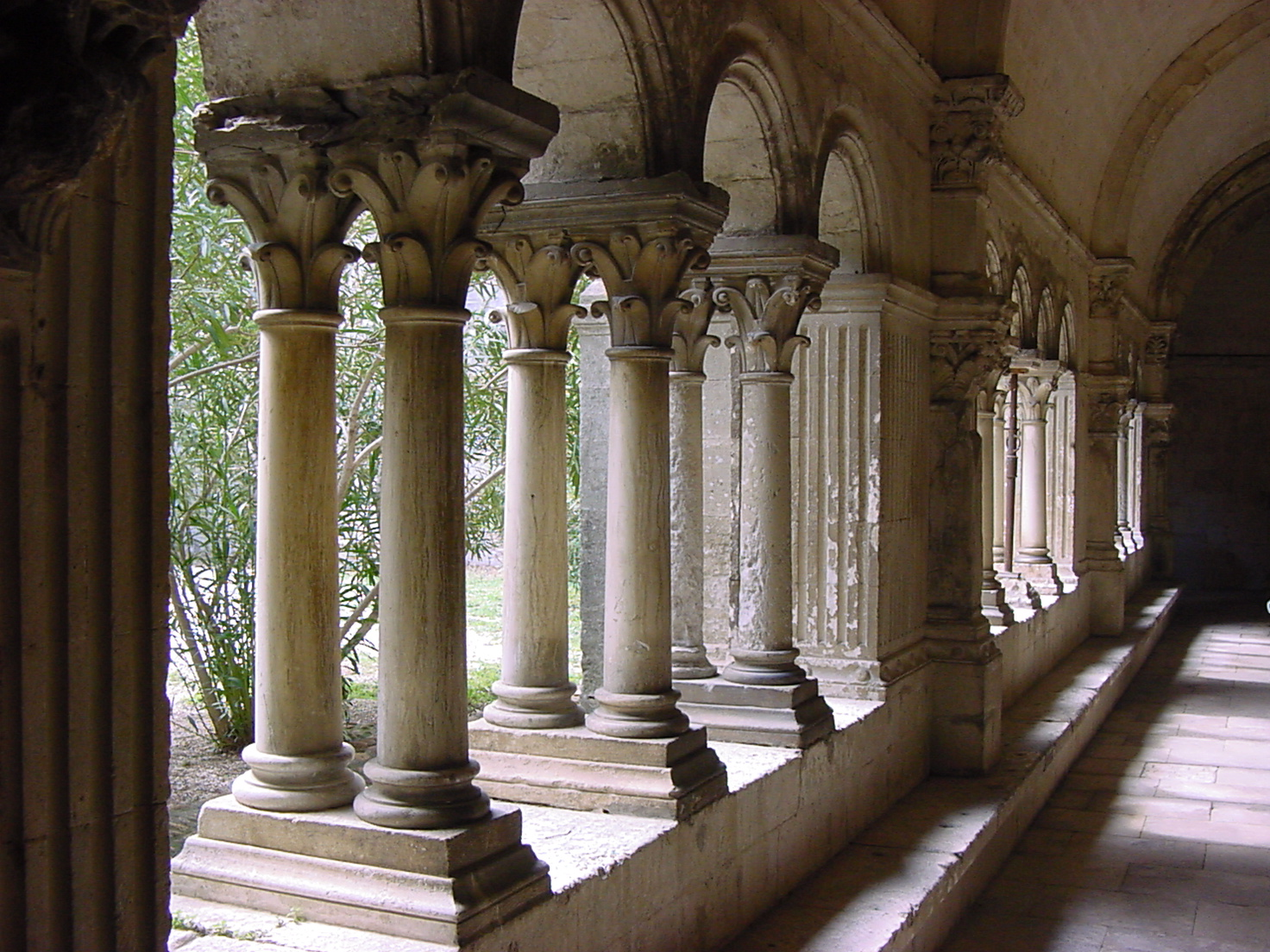
Montmajour, il chiostro (XII secolo-XIII secolo)
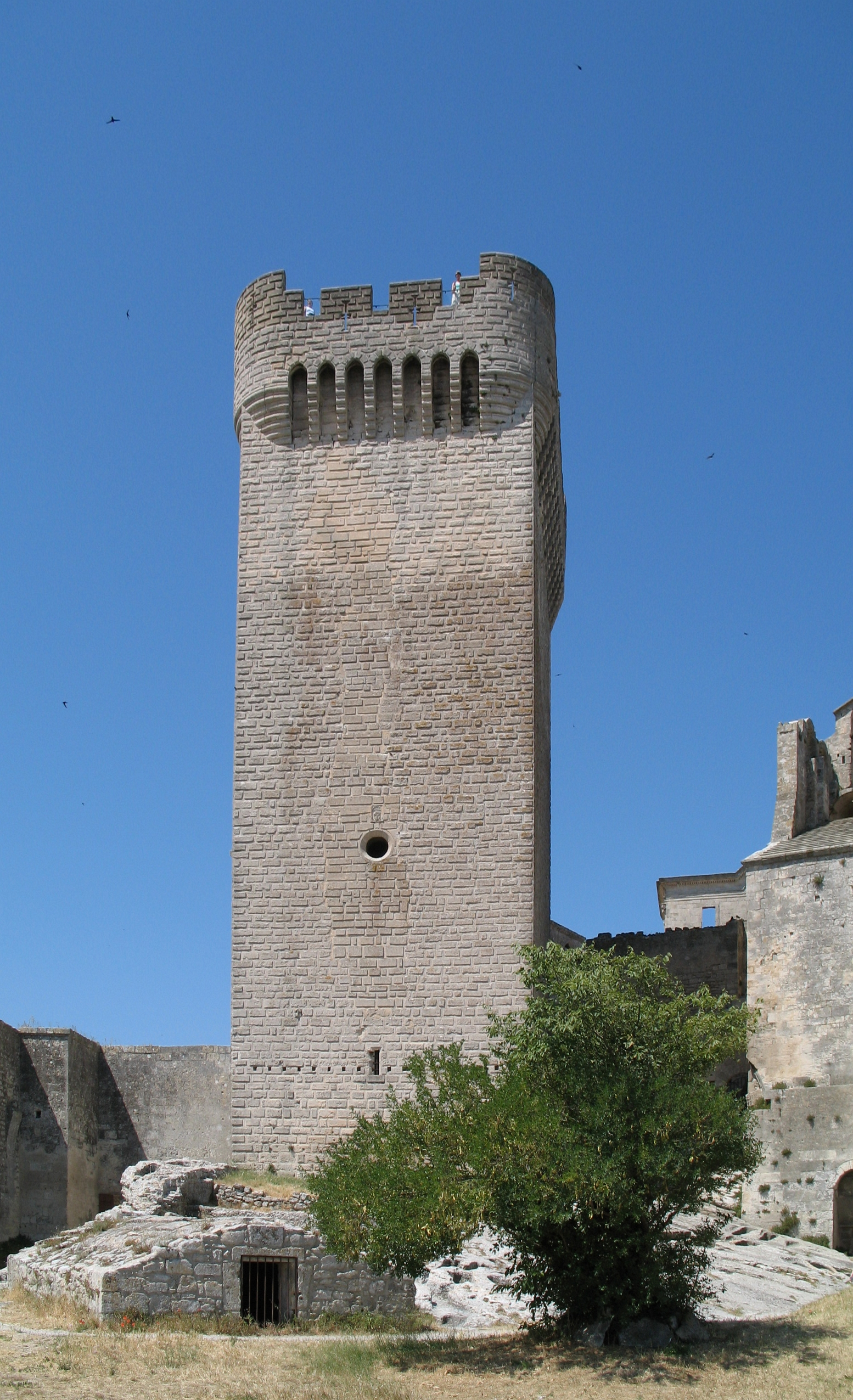
Montmajour, la Torre di Pons de l'Orme (XIV secolo)

## Gli abati
Secondo la regola di San Benedetto, l'abate doveva essere eletto dalla Comunità dei monaci, tuttavia ciò non fu sempre vero. Infatti alcuni abati non appartenevano alla Comunità di Montmajour. Inoltre, nel XV secolo, i cardinali e arcivescovi di Arles portavano il titolo di abate, quindi a partire dal XVI secolo, con il concordato di Bologna del 1516, il titolo abbaziale sarà decretato dal re.
- 955: Norgalde, suppreamus monachorum[5]
- 960: Mauring
- 990: Riculf o Riculfe[6], vescovo di Fréjus e nipote di Teucinde
- 1019: Rambert
- 1020: Archindric[7]
- 1058-1072: Rolland
- 1080: Bermond detto anche Brémond, nominato ma deposto nello stesso anno dal Concilio di Avignone del 1080.[8]
- 1081: Guilhem
- circa 1090: Richard, zio materno dell'arcivescovo Aicardo d'Arles; si era schierato dalla parte del papa e del conte di Provenza, nel conflitto con il nipote.
- 1203-1234: Guillaume di Bonnieux; nel 1204, si reca a Roma per ricevere l'investitura spirituale e temporale.
- 1257: Raymond di Pastea alias d'Ansouis
- 1266-1286: Bernardo di Montmirat
- 1287-1297: Étienne di Sola di Montarene (deceduto nel 1298). Moine di Saint-Gilles di Gard (1288), non apparteneva alla Comunità di Montmajour.
- 1294: Guillaume di Mandagout; stabilisce gli statuti del monastero.
- avanti 1316: Bertrand di Maussang, morto nel 1316; la cappella di Notre-Dame-le-Blanche inclusa nella chiesa Notre-Dame, contiene la sua sepoltura.
- 1316: Isnard di Pontevès. Abate dell'abbazia di Montecassino (1316), non apparteneva alla Comunità di Montmajour.
- 1353-1361: Jaubert di Livron, morto nel 1361.
- 1368-1380[9] Pons di l'Orme, morto nel 1382; è il costruttore della torre sulla quale appaiono le sue armi. Moine dell'abbazia di Saint-Victor (1368), non apparteneva alla Comunità di Montmajour.
- avanti 1430: Jean Hugolin, morto nel 1430.
- 1438: Louis Aleman, arcivescovo d'Arles e abate commendatario di Montmajour
- circa 1450: cardinale Pierre di Foix, arcivescovo d'Arles e abate nel 1450.

## L'abbazia nell'arte
Van Gogh durante la sua permanenza ad Arles negli anni 1888-1889 ha realizzato diversi dipinti aventi come oggetto l'edificio religioso.
- Tramonto a Montmajour